# Anastasia mio fratello
Anastasia mio fratello è un film del 1973 diretto da Stefano Vanzina. Il titolo lungo del film è Anastasia mio fratello ovvero il presunto capo dell'Anonima Assassini.
Si tratta di una delle rare interpretazioni a carattere drammatico di Alberto Sordi.

## Trama
Don Salvatore Anastasia, bonario prete in seminario presso la natia Tropea, in Calabria, riceve un biglietto per nave dal fratello che non ha mai conosciuto, per andarlo a trovare a New York.
Al suo arrivo in America, egli viene accolto con molto rispetto, oltre che dal fratello, anche dalla comunità italo-americana di Little Italy. Entusiasta di tale accoglienza, decide di restare come vice parroco nella chiesa di Santa Lucia e di riportarla al suo vecchio splendore.
Accompagnato per New York, il suo cognome, Anastasia, incute rispetto e, soprattutto, gli schiude porte fino a quel momento bloccate: il fratello, infatti, è il famigerato boss mafioso Albert Anastasia.
Dopo la denuncia di una corsa clandestina di cavalli, si apre un'inchiesta federale, ed Albert, fratello di Don Salvatore, viene rinchiuso nel penitenziario di Sing Sing e condannato a 10 mesi per evasione fiscale. Qui comincia il tracollo di Don Salvatore, che si riprenderà solo nel momento in cui il fratello esce di prigione, ma la ripresa sarà di breve durata perché Albert morirà poco dopo, assassinato in un salone di barbiere. A Don Salvatore, sopraffatto dal dolore per la perdita del fratello, non resta altro che imbarcarsi, mestamente, e tornare in Italia.

## Produzione
Come già successo per il precedente film La polizia ringrazia, anche in questo caso il regista si firmò con il suo vero nome, Stefano Vanzina, in quanto riteneva che il suo pseudonimo, Steno, fosse troppo legato al filone della commedia all'italiana.

## La critica
Claudio G. Fava nel Corriere Mercantile del 12 ottobre 1973 «..E che è servito qui solo da traliccio e da pretesto per offrire a Sordi un personaggio fra l'ingenuo, il caloroso allocco e il goffamente generoso così come l'attore romano va ricercando in questi anni più recenti. Nonostante l'impegno della stesura, il copione è deliberatamente strumentalizzato in funzione esclusiva di Sordi, ma è scritto con buona tenuta professionale e la cura con cui il film è stato girato in esterni americani e poi arricchito con attendibili voci italo-americane...»

## Uscita e incassi
Il film è uscito nelle sale il 13 agosto 1973. L'incasso accertato sino a tutto il 1974 fu di £ 1.455.681.000.

## Home Video
Il film è stato pubblicato per la prima volta assoluta in home video (in DVD) nel novembre del 2020 dalla Mustang Entertainment in versione restaurata.